# Невский порог
«Не́вский поро́г» — мемориал в городе Отрадное Ленинградской области на месте ожесточённых боёв за прорыв блокады Ленинграда.

## История
В августе 1942 года гитлеровское командование планировало начать штурм Ленинграда.
19 августа бойцы 268-й стрелковой дивизии полковника С. И. Донскова после мощной артиллерийской подготовки и бомбовых ударов атаковали позиции противника на восточном берегу реки Тосны. Одновременно десант захватил железнодорожный и шоссейный мосты и занял маленький плацдарм на берегу, получивший название «Ивановский пятачок».

## Описание мемориала
В 1944 году по проекту архитекторов К. Л. Иогансена и В. А. Петрова на берегу реки Тосны был установлен бетонный обелиск. В 1960-е годы, когда ленинградцы создавали Зелёный пояс Славы, трудящиеся Дзержинского района возвели посвящённый защитникам Ивановского пятачка памятник «Невский порог».
На вершине пологого холма спланирована площадка, замощённая бетонными плитами. На ней находится 23-метровая горизонтальная стела, которая лежит на трёх поперечно поставленных блоках. В мемориальной надписи на стеле перечислены части и соединения, сражавшиеся на этом рубеже в 1941—1944 годах. Высота каждого блока − 1,8 метра. Они установлены со сдвигом один по отношению к другим и имеют разную длину. Рядом с памятником врыты надолбы, на одном из них надпись: «Путник, передай Ленинграду — враг не прошёл». Архитекторы памятника — В. А. Петров, Ф. К. Романовский, скульптор А. Г. Дёма.
Рядом с памятником построена часовня. Автор проекта — архитектор С. Г. Струков. Приписана часовня к Иоанновскому храму. На братской могиле рядом с устьем Тосны установлен обелиск.

## Фото

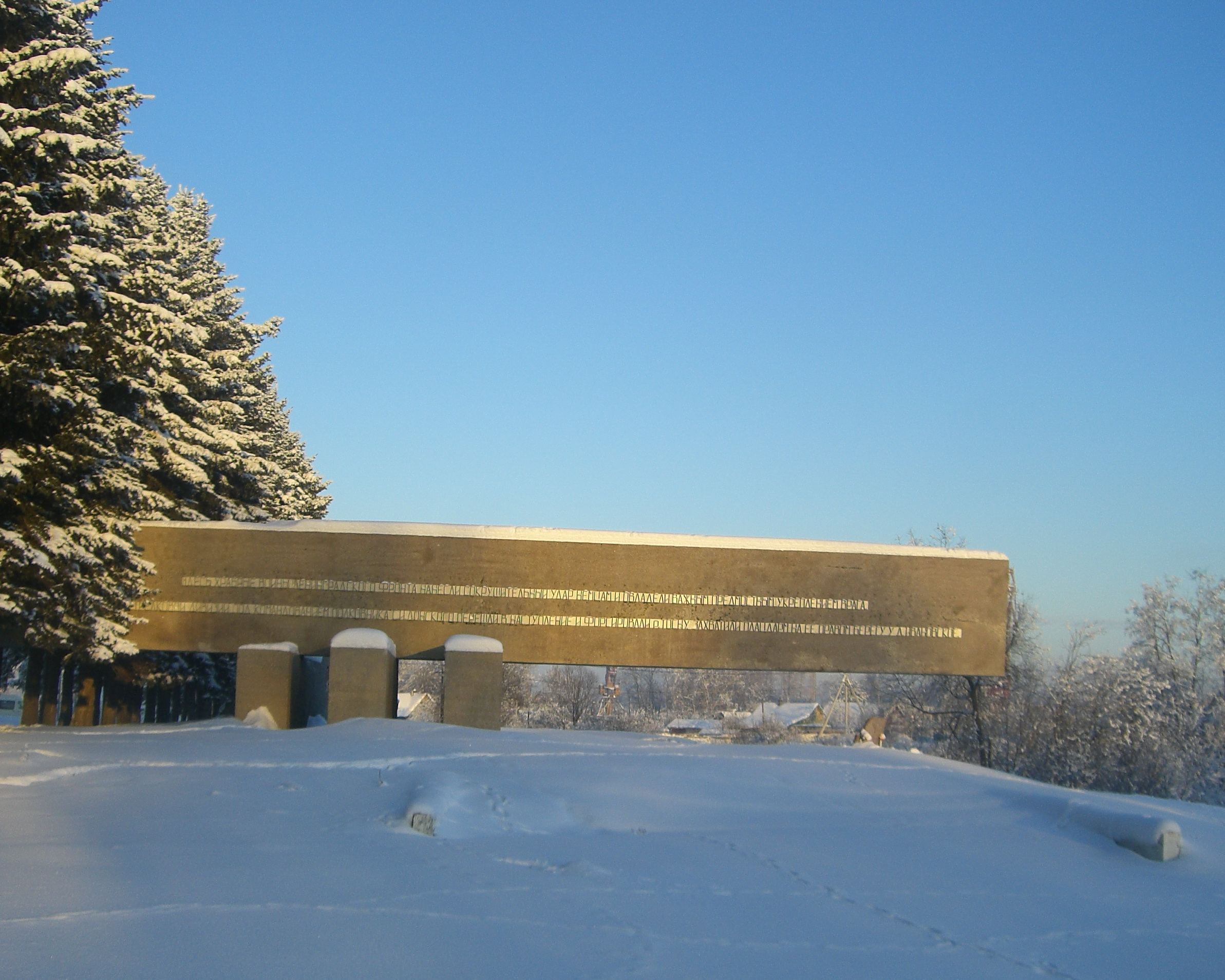
Невский порог. Стела
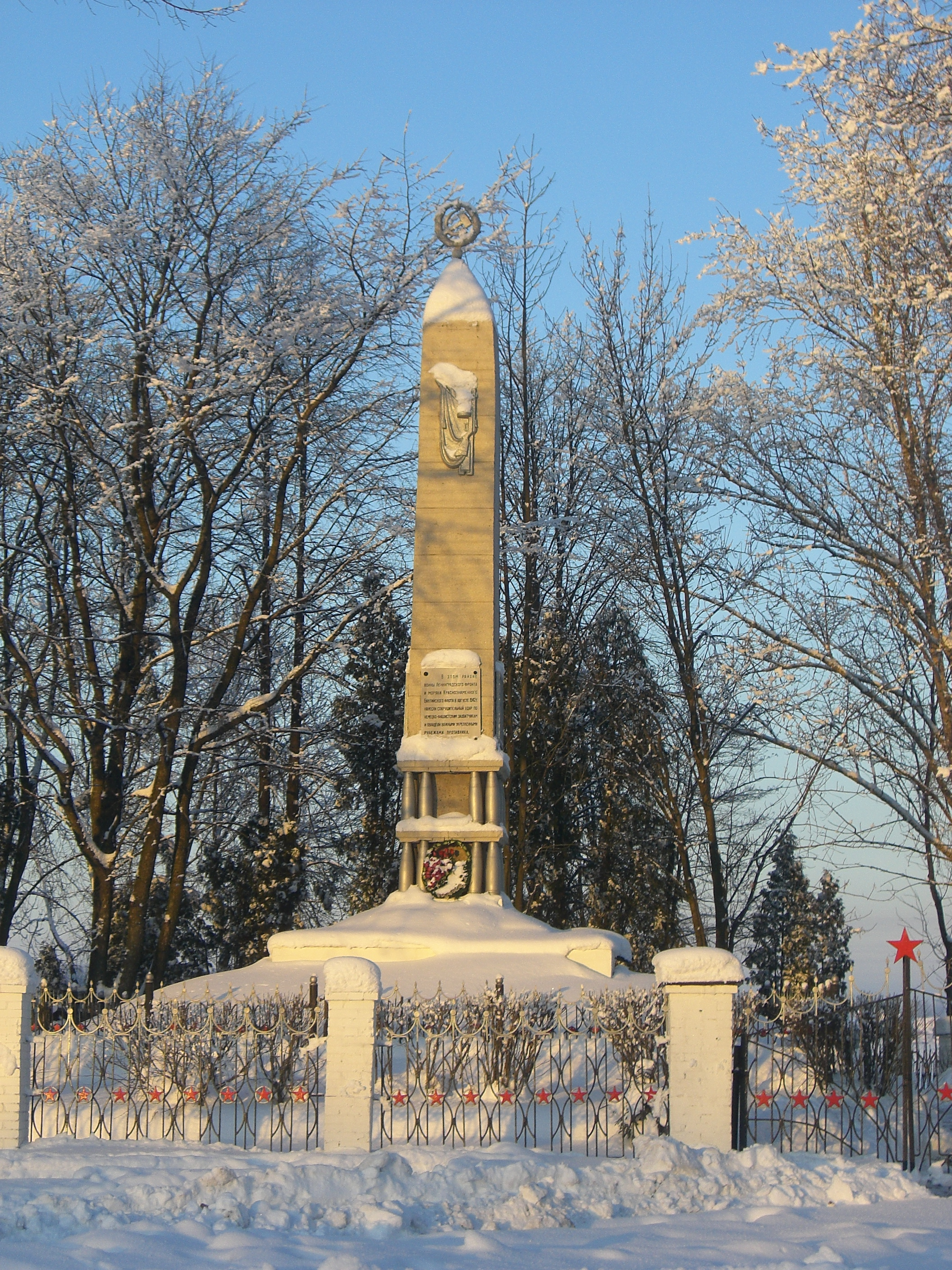
Обелиск над братской могилой — «Дивизионным пунктом погребения № 18» 268 СД